# Nulti
Nulti är en ort i Ecuador.   Den ligger i provinsen Azuay, i den södra delen av landet, 300 km söder om huvudstaden Quito. Nulti ligger 3 087 meter över havet och antalet invånare är 4 589.
Terrängen runt Nulti är huvudsakligen kuperad, men åt nordost är den bergig. Nulti ligger uppe på en höjd. Runt Nulti är det ganska tätbefolkat, med 56 invånare per kvadratkilometer. Närmaste större samhälle är Cuenca, 17,2 km väster om Nulti. Omgivningarna runt Nulti är en mosaik av jordbruksmark och naturlig växtlighet.